# Lilla Nabbasjön (Mjöbäcks socken, Västergötland)
Lilla Nabbasjön är en sjö i Svenljunga kommun i Västergötland och ingår i Ätrans huvudavrinningsområde.